# Торбеевское городское поселение
Торбеевское городско́е поселе́ние — муниципальное образование в Торбеевском районе Мордовии Российской Федерации.
Административный центр — рабочий посёлок Торбеево.

## История
Статус и границы городского поселения установлены Законом Республики Мордовия от 28 декабря 2004 года № 127-З  «Об установлении границ муниципальных образований Торбеевского муниципального района, Торбеевского муниципального района и наделении их статусом сельского поселения, городского поселения и муниципального района».

## Население
| 2002  | 2009  | 2010  | 2012  | 2013  | 2014  | 2015  |
| ----- | ----- | ----- | ----- | ----- | ----- | ----- |
| 9756  | ↘9270 | ↗9791 | ↘9740 | ↘9652 | ↘9564 | ↘9518 |
| 2016  | 2017  | 2018  | 2019  | 2020  | 2021  |       |
| ↘9513 | ↘9335 | ↘9288 | ↘9280 | ↘9270 | ↗9343 |       |

## Состав городского поселения
| № | Населённый пункт | Тип населённого пункта                  | Население |
| - | ---------------- | --------------------------------------- | --------- |
| 1 | Жукулуг          | деревня                                 | ↗207      |
| 2 | Мазилуг          | деревня                                 | ↗211      |
| 3 | Торбеево         | рабочий посёлок, административный центр | ↗8970     |